# HP-HIL

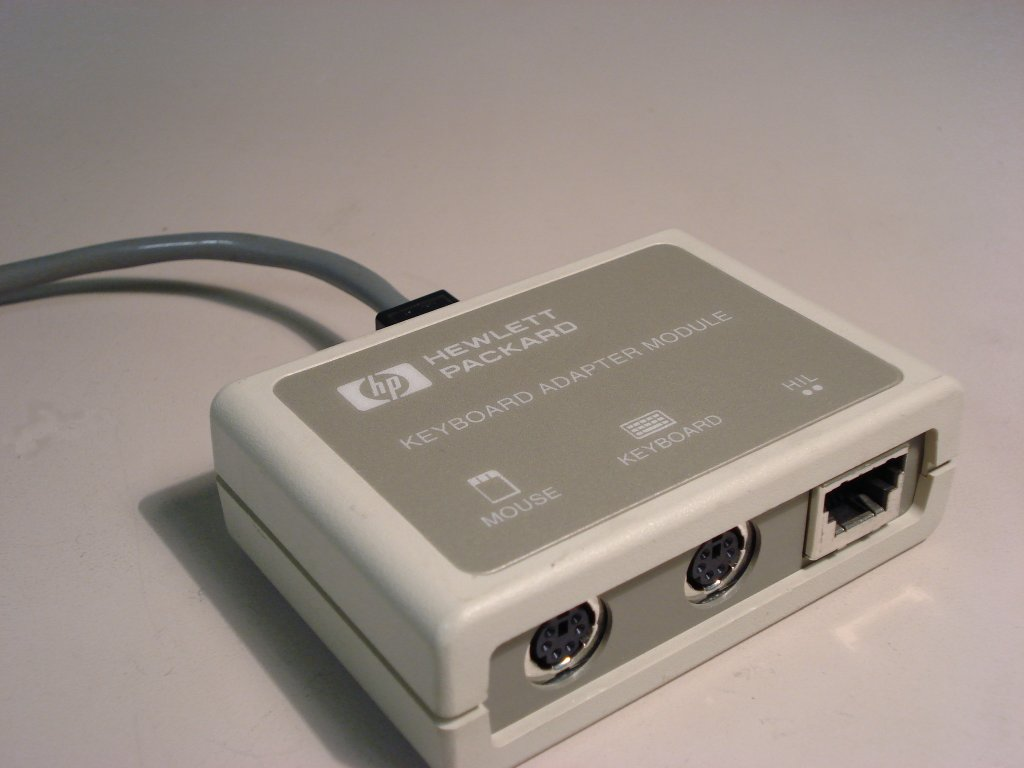
HP-HIL adaptér

HP-HIL (Hewlett-Packard Human Interface Link) je název počítačové sběrnice společnosti Hewlett-Packard, která se používá k připojení klávesnice, myši, trackballu, čtečky čárových kódů a dalších periférií. Sběrnice byla používána až do poloviny 90. let 20. století, kdy ji nahradila technnologie PS/2. Dnes je technologie PS/2 již zcela nahrazena rozhraním USB.
HIL sběrnice zřetězuje až 7 zařízení a běží na frekvenci 8 MHz. Každé HIL zařízení má typicky vstupní a výstupní konektor. HIL sběrnici lze nalézt na HP PA-RISC a m68k založených zařízeních nebo ji lze nalézt například v některých dřívějších počítačích jako HP VECTRA.
HP-UX, OpenBSD, Linux a NetBSD v sobě zahrnují ovladače pro HIL sběrnici a HIL zařízení.
HP-HIL sběrnice využívá specifické 4-pin, 6-pin nebo 8-pinové SDL konektory, které jsou podobné 8pinovému 8P8C konektoru, často ne zcela správně označovanému RJ-45.